# Rabod von Kröcher
Rabod Wilhelm von Kröcher (30 de junio de 1880-25 de diciembre de 1945) fue un oficial de caballería y jinete alemán que compitió en la modalidad de salto ecuestre.
Participó en los Juegos Olímpicos de Estocolmo 1912, obteniendo una medalla de plata en la prueba individual. Posteriormente participó como capitán en la Primera Guerra Mundial.

## Palmarés internacional
| Juegos Olímpicos | Juegos Olímpicos   | Juegos Olímpicos | Juegos Olímpicos |
| Año              | Lugar              | Medalla          | Categoría        |
| ---------------- | ------------------ | ---------------- | ---------------- |
| 1912             | Estocolmo (Suecia) | Medalla de plata | Individual       |